# سان-فولبا (آن)
سان-فولبا (بالفرنسية: Saint-Vulbas)‏ هي إحدى بلديات محافظة آن Ain في فرنسا. رمز إنسي لها هو:1390. أما الرمز البريدي لها فهو: 1150.